# Ion Antolín
Ion Fernando Antolín Llorente (Villalón de Campos, 1977) és un periodista espanyol, Secretari d'Estat de Comunicació des de desembre de 2024.
Va començar la seva trajectòria estudiant comunicació audiovisual al COAR de Palència. Posteriorment va fer un MBA a The Power Business School.
Com a periodista, ha treballat per a diversos mitjans de comunicació com Antena 3 Notícies, Estrella Digital, El Plural i ha col·laborat amb mitjans com El Norte de Castilla.
Posteriorment es va especialitzar en comunicació institucional, treballant per a empreses com la Universitat Camilo José Cela, com a director de comunicació de Banca Cívica i com a responsable de comunicació externa de CaixaBank.
El 2021 es va incorporar al departament de Coordinació Informativa de la Secretaria d'Estat de Comunicació i el 2022 va ser nomenat cap de premsa del PSOE. Al desembre de 2024, després de la renúncia de Francesc Vallès, va ser nomenat secretari d'estat de comunicació.